# Soucé
Soucé ist eine französische Gemeinde mit 149 Einwohnern (Stand: 1. Januar 2022) im Département Mayenne in der Region Pays de la Loire; sie gehört zum Arrondissement Mayenne und zum Kanton Gorron. Die Einwohner werden Soucéens genannt.

## Geographie
Soucé liegt etwa 50 Kilometer nordnordöstlich des Stadtzentrums von Laval. Umgeben wird Soucé von den Nachbargemeinden Saint-Fraimbault im Nordwesten und Norden, Ceaucé im Norden und Osten sowie Couesmes-Vaucé im Süden und Westen.

## Bevölkerungsentwicklung
| Jahr                       | 1962 | 1968 | 1975 | 1982 | 1990 | 1999 | 2006 | 2019 |
| Einwohner                  | 263  | 235  | 231  | 187  | 170  | 180  | 186  | 167  |
| Quellen: Cassini und INSEE |      |      |      |      |      |      |      |      |

## Sehenswürdigkeiten

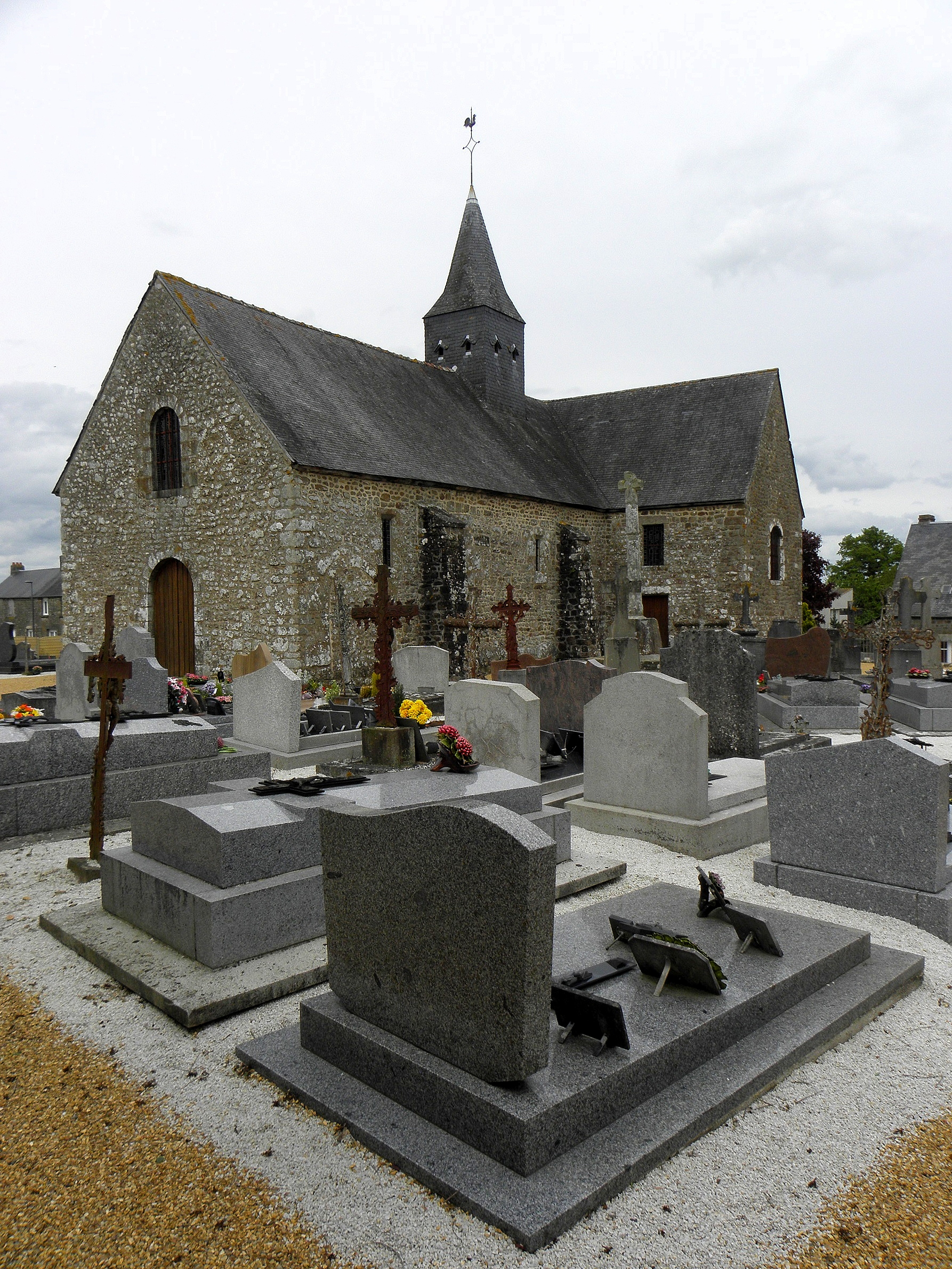
Kirche Notre-Dame-de-l'Assomption

- Kirche Notre-Dame-de-l'Assomption